# Vamsidas Babaji
Bhairab Chandra (in bengali বংশীদাস বাবাজী , conosciuto come Vamsidas Babaji (বংশীদাস বাবাজী in bengali; Kishoreganj, 1859 – Pakundia, 23 luglio 1944) è stato un filosofo indiano.
Fu un mistico importante, oltre che un guru. I suoi insegnamenti pongono una forte enfasi sulla realizzazione spirituale come obiettivo più alto della vita, sullo sviluppo dell'amore e della devozione a Dio, sull'unità sufficiente dell'esistenza.